# Amero

Logo amero

Amero – waluta hipotetycznej unii monetarnej Ameryki Północnej – Kanady, Meksyku i Stanów Zjednoczonych. Koncepcja jest wzorowana na wspólnej walucie Unii Europejskiej – euro. Pomimo że oficjalnie żadne ze wspominanych państw nie potwierdziło chęci wprowadzenia tej waluty, według teorii spiskowej ich rządy już nad nią pracują.

## Historia
Pomysłodawcą wprowadzenia waluty był meksykański ekonomista, Francisco Gil-Diaz. Kanadyjczyk Herbert G. Grubel opublikował książkę The Case for the Amero w 1999 roku (tym samym, w którym wprowadzono euro).